# Telcat Multicom
Die Telcat Multicom GmbH (Eigenschreibweise in Majuskeln) ist ein herstellerunabhängiges deutsches Systemhaus mit Sitz in Salzgitter. Das als Tochtergesellschaft der Salzgitter AG gegründete Unternehmen beschäftigt rund 570 Mitarbeiter (Stand 2021) an 25 Standorten und verkauft Dienstleistungen im Bereich der Kommunikations-, Informations- und Sicherheitstechnik.

## Geschichte
1986 wurde die Telcat Multicom GmbH aus der seit 1945 bestehenden Abteilung Fernmeldewesen der Salzgitter AG ausgegliedert und die TELCAT – Gesellschaft für Telekommunikation und Catering mbH - gegründet.
1991 wurden die Niederlassungen Peine, Hamburg, Bitterfeld, Hannover und Ostharz eröffnet bzw. übernommen.
1994 Der Bereich Catering wurde veräußert, weiterhin erfolgte eine Umbenennung der Gesellschaft in Telcat Kommunikationstechnik GmbH. Neue Gebäude in der Sudetenstraße 10 wurden bezogen.
1995 wurde die Vertriebs- und Servicestruktur der Hagenuk Telekom GmbH übernommen sowie die TELCAT MULTICOM GmbH gegründet. Damit wurde die Telcat-Gruppe bundesweit tätig.
1997 Der Einstieg in das Festnetzgeschäft und die Vermarktung von „TELCAT teleNET“ an Privat- und Geschäftskunden wurde umgesetzt. Bei der Ausgliederung/Gründung der Salzgitter AG aus der Preussag AG 1998 wurden die Telcat-Gesellschaften in die Salzgitter AG übernommen.
2002 erwarb Telcat Multicom die Firma Telefonbau Marienfeld GmbH & Co. KG. Für die Vermarktung von Telekommunikationsdiensten an Privatkunden wurde 2005 die betterCALL GmbH gegründet. Gleichzeitig erfolgte eine Erweiterung des Leistungsumfangs um Netzwerksicherheitsdienste durch den Geschäftsbereich Safeconsult. Eine serverbasierte TK-Anlage wurde entwickelt und wird als Telcat UC vermarktet.
2008 erwarb Telcat Multicom die Firma NorthStar Telecom GmbH.
2009 wurde eine neue Niederlassung in Köln eröffnet. Die TELCAT-Gruppe verfügt inzwischen über mehr als 20 Standorte in Deutschland.
2015 wurde die Firma Telefonbau Marienfeld & die Firma NorthStar Telecom GmbH in die Telcat Multicom integriert.
2018 übernimmt TELCAT die Mehrheit an der Exabyters Betriebs GmbH.